# 左宗棠鶏
左宗棠鶏（さそうとうどり、ツォゾンタンジー）またはツォ将軍のチキン（つぉしょうぐんのちきん）は、揚げた鶏肉に甘辛いタレをかけた、アメリカ合衆国やカナダの中華料理店もしくはアジア料理店で一般的な中華料理である。一般的に湖南料理と捉えられている。
世界的にはジェネラル・ツォズ・チキン（英語: General Tso's Chicken）の呼称が汎用されている。
料理名の意味は「ツォ将軍のチキン」という意味であり、清朝末期の政治家・左宗棠が由来とされる説がある。

## 料理名の由来
左宗棠鶏という料理名、は湖南省出身の清朝末期の大臣・左宗棠（1812 - 1885）の名前から採られている。左自身は現代の左宗棠鶏のような料理は食しておらず、また湖南省の省都である長沙市にも、左の故郷である湘陰県にも同様の料理はない。さらに、湘陰県在住の左宗棠の子孫にインタビューした際にも、そのような料理はきいたことがないという回答があった。
この料理の起源については様々な説がある。Eileen Yin-Fei Loは自身の著書「The Chinese Kitchen」の中で、この料理はシンプルな湖南の鶏料理に由来しており、「Zongtang」という名称は左宗棠の「宗棠」ではなく、「祠」を意味する同音異義語「宗堂」に由来しているとしている。この解釈に沿うように、この料理は時に（だがあまり一般的ではない）「Zuo ancestral hall chicken」と表記されることがある。（Chung tong gaiは広東語で「祠」を意味する）左宗棠鶏という名称は普通話へと翻訳した名前である。
左宗棠鶏もしくはその派生料理は様々な名前で知られている。例として、Governor Tso's chicken、General Gau's chicken、General Tao's chicken、General Tsao's chicken、General Tong's chicken、General Tang's chicken、General Cho's chicken、General Chau's chicken、General Joe's Chicken、T.S.O. Chicken、General Ching's chicken、House Chicken、General's Chicken等がある。言語学者のVictor Mairは、料理に多様な名前が付いている点について、現代のピン音を用いた綴である「General Zuo's Chicken」という料理名を見たことはないが、その内に現れるだろうとコメントしている。

### 彭の主張
Fuchsia Dunlopによりニューヨーク・タイムズに掲載された記事では、台湾を中心に活躍していた湖南料理の料理人、彭長貴（別名：Peng Jia）により左宗棠鶏が開発されたとしているが、発祥地の詳細は多説存在する。彼は20世紀初頭の有名中華料理人、Cao Jingchen（曹藎臣）の弟子として働いていた。彭は中国国民党政府のお抱え料理人であり、国共内戦期間中は蔣介石軍とともに台湾に集まった。台湾において、彼は1973年まで政府のお抱え料理人としてキャリアを積み、その後ニューヨークで自身のレストランを開いた。そこで、彭は伝統料理をアレンジし、新たな料理を生み出した。左宗棠鶏もまたそのような料理の一つであり、元々の料理では砂糖を使用しなかったが、湖南以外の人々の口にあうよう味を次第に変化させていった。この料理が人気になったことで、湖南料理の料理人やフードライターは湖南料理の国際的な評判を高めるきっかけとなった左宗棠鶏を、湖南独自の料理と認めるようになった。皮肉にも、彭長貴が自分の店で左宗棠鶏を提供し始めた1990年代に彭長貴が湖南省にレストランを開店したものの、料理が甘すぎると不評であり、店は成功することなく閉店している。
ニューヨーク東44番通りにある彭長貴のレストランは左宗棠鶏を最初に提供した店だと主張している。彭長貴は左宗棠鶏がありふれた材料を用いているにもかかわらず、新規性を店で提供する左宗棠鶏の独自性の根拠としている。1977年の彭長貴のレビューでは、「左宗棠鶏は高温で焼色がつき香りが出るまで炒めた一品」と答えている。

### ワンの主張
ニューヨークのシュン・リー・パレス（東館：155 E. 55th St.、西館：43 W. 65th St.）もまた、左宗棠鶏発祥の店であると主張しており、左宗棠鶏は1972年にT. T. ワン（T. T. Wang）なる中国移民のシェフにより発明されたとしている。ニューヨークのシュン・リー・パレスのオーナーであるマイケル・トン（Michael Tong）は「我々はアメリカ全土で初の湖南料理レストランを開店し、我々が提供する4つの料理は今日のアメリカ合衆国のあらゆる湖南料理レストランで見ることができる。彼らはすべて我々の料理をコピーしたのだ」と供述している。
2つの主張の対立は、ワンが鶏にパリパリに揚げる現代の左宗棠鶏のレシピを持ち込んだことでいくらか緩和されたものの、あくまでそれは「General Ching's chicken」としての話である。「General Ching」なる人物については不明であるものの、インターネット上でメニューに登場している様子を確認できる。一方で、左宗棠鶏の名前の由来をたどると彭シェフにたどり着くが、彼は現代アメリカの左宗棠鶏とは異なる調理法で調理している。

## 調理法
伝統的な調理法に使用する食材は以下のとおり。

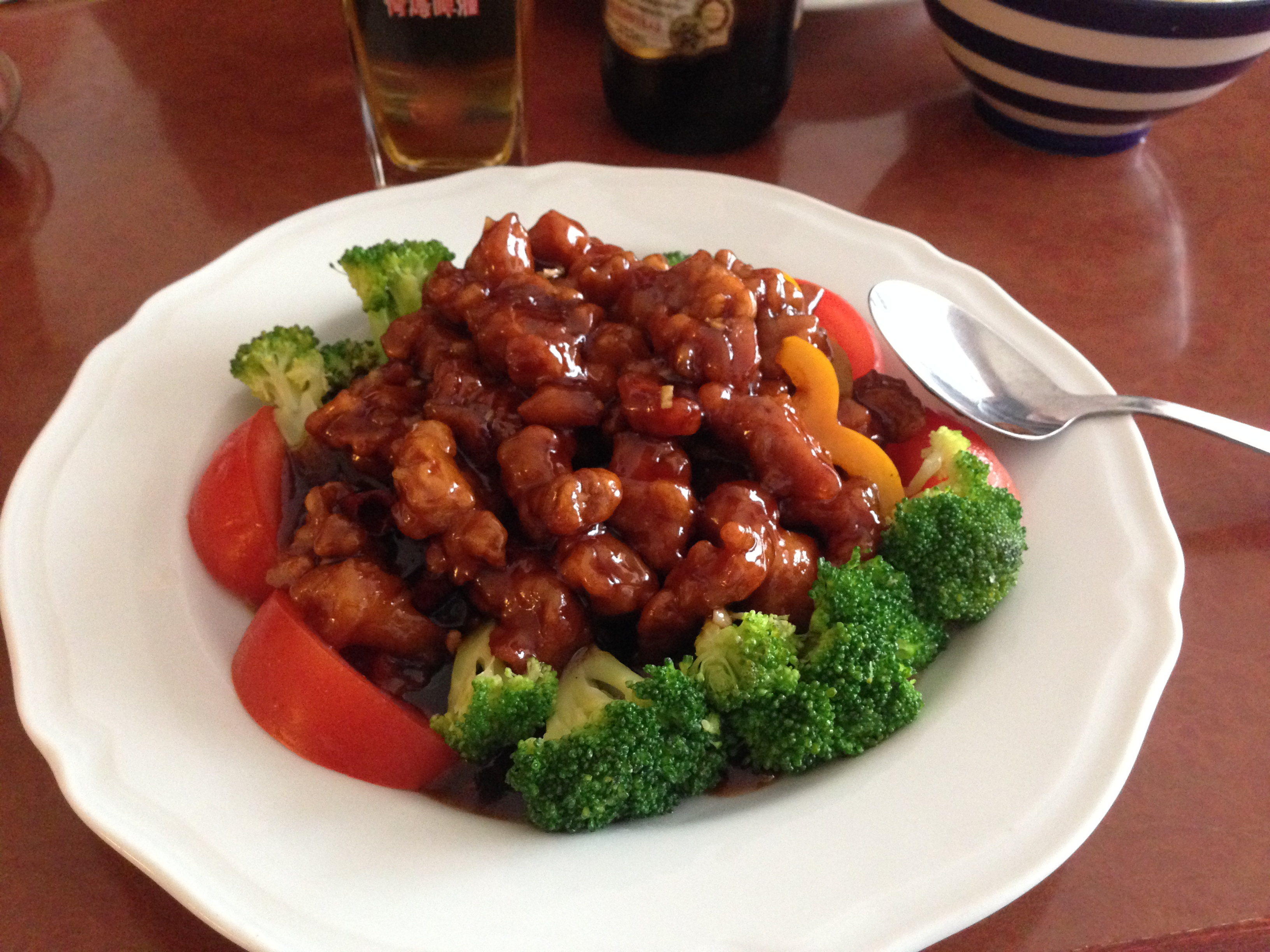
左宗棠鶏

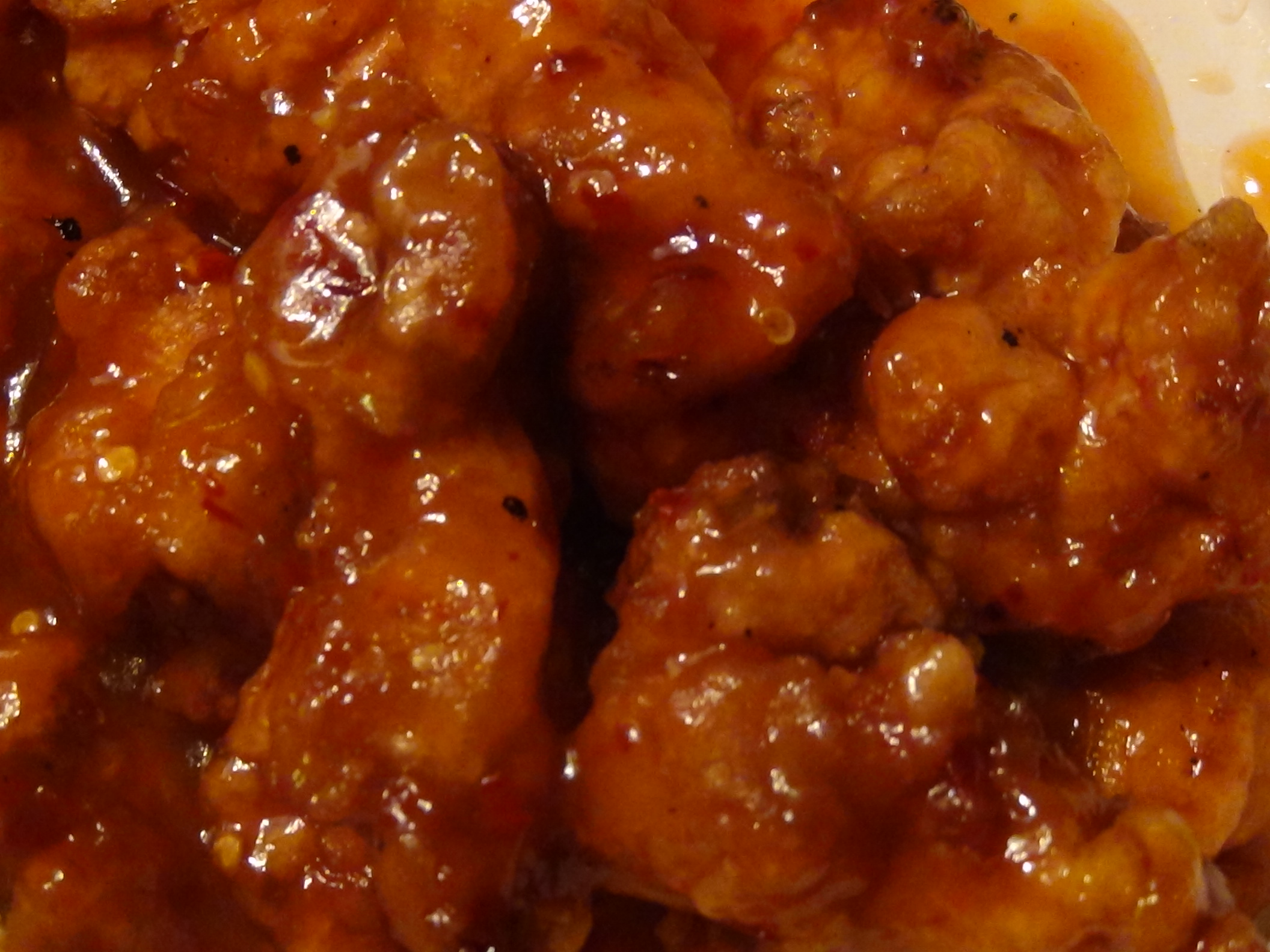
左宗棠鶏の拡大写真

- ソースの材料: 醤油、黄酒、米酢、砂糖[8]、コーンスターチ、乾燥させた赤唐辛子、ニンニク
- 衣の材料: 卵、コーンスターチ
- 主材料: ブロッコリー、鶏肉（一口大に切る）

### 地域毎の違い
この料理に対する名称は地域により変化する。アメリカ合衆国海軍兵学校では、この料理は食堂で「Admiral Tso's Chicken（左公鶏）」として提供されている。これは海軍の慣習を反映している。
北米地域外でこの料理を提供する有名な店として、台湾の彭長貴がある。この店が料理発祥の店であるとして幾つかの文献で引用されている。この「オリジナルの」料理と北米地域で一般的な左宗棠鶏の違いは、味付けに甘みがない点、鶏を皮ごと調理している点、そして醤油が極めて重要な役割を持つ点である。

## 栄養価
一般的に中華料理店で提供されている左宗棠鶏は約1,300カロリーであり、300mgを超えるコレステロールの他、飽和脂肪酸11g、ナトリウムが3.2g含まれている。この料理は一日のナトリウム推奨摂取量を超過しており、推奨摂取カロリーの半分を超過、飽和脂肪酸推奨摂取量の1/3～1/2に相当する量を含んでいる。この料理では、20～30gのタンパク質を含む鶏もも肉約100gを使用するが、この摂取により一日のナイアシン推奨摂取量を30％オーバーし、ビタミンB6、リン、亜鉛の推奨摂取量を15％オーバーする。